# Ebendorf (Barleben)
Ebendorf is een plaats in de Duitse gemeente Barleben. De plaats is onderdeel van de Landkreis Börde in deelstaat Saksen-Anhalt, en telt 2.149 inwoners (2006).